# Brian Haskell
Brian Haskell (* 15. Dezember 1928 in Huddersfield; † 10. März 2012 in Meltham) war ein britischer Radrennfahrer und nationaler Meister im Radsport.

## Sportliche Laufbahn
Haskell begann 1945 mit dem Radsport und wurde Mitglied im Verein Holme Valley Wheelers. Nach seinem Wehrdienst, den er in Ägypten verbrachte, trat er dem Verein „Huddersfield Road Club“ bei. Haskell hatte seine ersten Erfolge in Einzelzeitfahrwettbewerben. 1953 konnte er die Irland-Rundfahrt vor John Perks für sich entscheiden. 1954 gewann er eine Etappe der Ägypten-Rundfahrt und wurde Dritter der Meisterschaft im Einzelzeitfahren hinter dem Sieger Raymond Charles Booty. 1955, 1956 und 1959 gewann er den Titel des Verbandes B.L.R.C. In der Meisterschaft im Straßenrennen 1956 wurde er Dritter beim Sieg von Mike England. Er gewann erneut eine Etappe der Irland-Rundfahrt. 1959 siegte er in den Bergwertungen der Internationalen Friedensfahrt und des britischen Milk-Race. 1960 gewann er das Etappenrennen Merseyside Easter Four Day vor Stan Brittain. Die Internationale Friedensfahrt bestritt er viermal, 1959 hatte er mit dem 32. Rang im Endklassement sein bestes Ergebnis.

## Berufliches
Haskell war Schlosser von Beruf und Mitbegründer der Firma Salamander Fabrications in Slaithwaite.